# Николаевка (Неклиновский район)
Никола́евка — село в Неклиновском районе Ростовской области. Административный центр Николаевского сельского поселения.

## География
Расположено в левобережье реки Миус вблизи Миусского лимана и северо-западных окраин Таганрога, в 6-8 км от станции Таганрог-Пассажирский. На юге примыкает к автодороге Ростов-на-Дону — Мариуполь (европейский маршрут E58).

## История
В 1923—1929 годах село было административным центром Николаевского района Таганрогского округа.

## Население
| 2002 | 2010  |
| ---- | ----- |
| 5228 | ↗6403 |

## Образование
В селе находится Государственное бюджетное общеобразовательное учреждение Ростовской области «Неклиновская школа — интернат с первоначальной лётной подготовкой имени 4-й Краснознамённой Воздушной Армии».
Сегодня это одно из трёх общеобразовательных учреждений, действующих в России для развития профориентационной работы по лётному направлению.
За четверть века почти три тысячи воспитанников получили навыки вождения самолёта, совершили первые прыжки с парашютом. Большинство из них поступили в высшие военные учебные заведения. Более тысячи человек служат в рядах Российской армии, в том числе на командных должностях.

## Достопримечательности
В селе расположен храм Николая Чудотворца. Построен в 1850 году.